# Eugenio Tosi
Eugenio Tosi (né le 6 mai 1864 à Busto Arsizio en Lombardie, Italie et mort le 7 janvier 1929 à Milan) est un cardinal italien du début du XXe siècle. Il était membre de la congrégation des oblats missionnaires de Rho.

## Biographie
Eugenio Tosi exerce diverses fonctions au sein de sa congrégation et est vicaire général de Rimini en 1909-1911. Il est nommé évêque de Squillace en 1911 et transféré au diocèse d'Andria en 1917. En 1922, il est promu archevêque de Milan.
Le pape Pie XI le crée cardinal au consistoire du 11 décembre 1922. 
Il meurt à Milan le 7 janvier 1929 à l'âge de 64 ans.

## Succession apostolique
Eugenio Tosi a ordonné les évêques suivants :
- Évêque Giorgio Giovanni Elli (1918)
- Évêque Giovanni Rossi, O.SS.C.A. (1922)
- Évêque Alessandro Macchi (1923)
- Évêque Antonio Tommaso Videmari (1923)
- Archevêque Celestino Annibale Cattaneo, O.F.M.Cap. (1925)
- Archevêque Giacomo Montanelli (it) (1926)
- Évêque Adolfo Pagani (fi) (1926)
- Évêque Alessandro de Giorgi (1926)
- Évêque Giovanni Bargiggia (it) (1927)